# Municipalità di Khulo
La municipalità di Khulo (in georgiano ხულოს მუნიციპალიტეტი?) è una Municipalità della Georgia dell'Agiaria.
Nel censimento del 2002 la popolazione si attestava a 33 430 abitanti. Nel 2014 il numero risultava essere 23 327.
La cittadina di Khulo è il centro amministrativo della municipalità, la quale si estende su un'area di 710 km².

## Popolazione
Dal censimento del 2014 la municipalità risultava costituita al 99,0% da persone di etnia georgiana.

## Monumenti e luoghi d'interesse
- Cattedrale di Skhalta